# Вилламанья
Виллама́нья (итал. Villamagna) — коммуна в Италии, расположена в регионе Абруццо, подчиняется административному центру Кьети.
Население составляет 2448 человек, плотность населения составляет 204 чел./км². Занимает площадь 12 км². Почтовый индекс — 66010. Телефонный код — 0871.
Покровительницей коммуны почитается святая Маргарита. Праздник ежегодно празднуется 13 июля.